# Thoma Kacori
Thoma Kacori (ur. 1922 w Shtikë, zm. 2008 w Sofii) – albański pisarz oraz albanista, tłumacz literatury albańskiej i bułgarskiej.

## Życiorys
Początkowo uczył się w rodzinnej wsi Shtikë, a następnie w Ersekë. Uczył się następnie we Francuskim Liceum w Korczy, jednak w 1940 roku zostało ono zamknięte, więc dokończył naukę we włoskiej szkole. Pod koniec lat 40. wyjechał do Bułgarii, gdzie studiował prawo administracyjne na Uniwersytecie Sofijskim; następnie pracował przez rok jako urzędnik w Pazardżiku, po czym kształcił się z zakresu filologii francuskiej w ukończonym przez siebie uniwersytecie.
W 1958 roku wrócił do Albanii, zostając członkiem Związku Pisarzy Albańskich, rok później ukazał się pierwszy słownik bułgarsko-albański, którego Kacori był współautorem. Wrócił do Bułgarii, gdzie w 1962 roku został wykładowcą, następnie profesorem albanistyki na Uniwersytecie Sofijskim.

## Prace
- słownik bułgarsko-albański (1959; współautor)[2]
- podręcznik języka albańskiego dla obcokrajowców (1972 – bułgarska wersja; 1979 – angielska wersja)[2]

## Twórczość[2]
- Bijtë e Shtrëngatës
- Kandili i De Radës
- Kryetrimi i Arbërisë Skënderbeu
- Për mëmëdhenë
- Tregime të jugut
- Tregime të moçme
- Jetë me brenga (1957)
- Ditë që s’harrohen (1958)
- 100 fabulla (1960)
- Dashuri (1960)
- Великата Беса (1960)
- Поколения (1962)

## Odznaczenia
- Order Naima Frashëriego[2][1]
- Order Nderi i Kombit[1]

## Życie prywatne
Był żonaty z Violetą Kacori. Jego ojciec wyemigrował do Stanów Zjednoczonych.